# Moderna engelska stridshöns

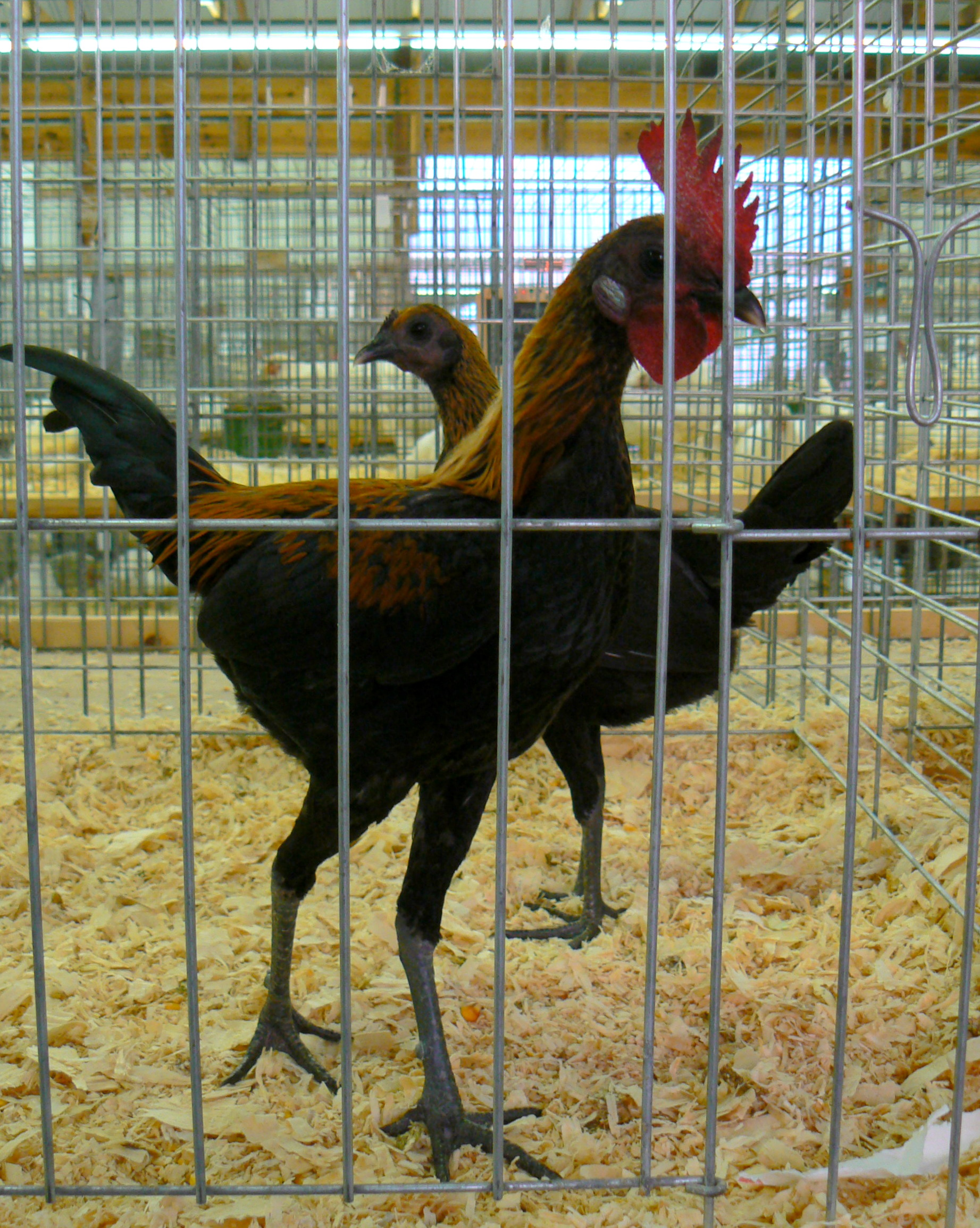
Moderna engelska stridshöns.

Moderna engelska stridshöns är en lätt hönsras framavlad i Storbritannien från gamla engelska stridshöns och malayer. Stridshönsen användes för tuppfäktning fram till 1800-talet, men moderna engelska stridshöns har aldrig avlats i syftet att användas för tuppfäktning utan det är en renodlad utställningsras. Det finns även en dvärgvariant av rasen.
Moderna engelska stridshöns kännetecknas framför allt av sina påfallande långa ben. Karakteristiskt för rasen är även dess uppresta hållning och att befjädringen ligger tätt mot kroppen. En höna av stor ras väger 1,7-2,5 kilogram och en tupp väger 2-3 kilogram. För dvärgvarianten är vikten för en höna omkring 500 gram och för en tupp 600 gram. Äggen från en stor höna väger ungefär 50 gram och har vit till gulaktig skalfärg. Dvärgvariantens ägg väger ungefär 25 gram och har ljusbrun skalfärg. 
Rasen är en dålig värpras. Hönornas äggproduktion är låg och värpningen sporadisk. De kan vara villiga att ruva, dock förekommer det att en del hönor som börjat ruva avbryter ruvningen innan det är tid för kläckningen.
Till sitt sätt är moderna engelska stridshöns en pigg, orädd och nyfiken ras som går lätt att få tam. Rasen är dock, bland annat på grund av de långa benen, inte så tålig mot kyla.

## Färger
- Björkfärgad
- Blå/björkfärgad
- Blå/guldhalsad
- Blå/kanttecknad
- Blå/orangebröstad
- Gul
- Guldhalsad
- Orangebröstad
- Rödsadlad
- Silverhalsad
- Silverhalsad med orange rygg
- Svart
- Vetefärgad
- Vit